# Pomaderris brevifolia
Pomaderris brevifolia är en brakvedsväxtart som beskrevs av Neville Grant Walsh. Pomaderris brevifolia ingår i släktet Pomaderris och familjen brakvedsväxter. Inga underarter finns listade i Catalogue of Life.